# محافظة واسط
محافظة واسط هي محافظة تقع وسط العراق،. سميت باسم مدينة واسط التي بناها الحجاج بن يوسف الثقفي سنة 78 هجرية وأتمها في سنة 86 هجرية لتكون مقرًا جديدًا لجنوده. عاصمة محافظة واسط الحالية هي مدينة الكوت التي من سماتها المميزة أنها على شكل شبه جزيرة تحيط بها المياه من جهات الشرق والغرب والجنوب وتبعد عن بغداد التي تقع شمالها 180 كيلومترًا وتربطها بجنوب العراق. وهناك دراسة أكاديمية تقترح ضم مدينة بلدروز التي هي في محافظة ديالى حالياً إلى محافظة واسط.
مدينة الكوت (عاصمة محافظة واسط) يحيطها نهر دجلة وتقع فيها سدة الكوت التي بناها أبناء المحافظة بإشراف الإنجليز في النصف الأول من القرن العشرين (عام 1938)، تحاذي محافظة واسط من الشمال الشرقي محافظة ديالى ومن الجنوب الشرقي محافظة ميسان ويحدها من الجنوب الغربي محافظة ذي قار على امتداد نهر الغراف ويمتد محاذيا له طريق بري تتخلله نواظم «ذي قار» للري وسد الأبيض الذي طاقته التخزينية 25 مليون متر مكعب. وتحاذي واسط من الغرب محافظات القادسية التي مركزها مدينة الديوانية، ومحافظة بابل التي مركزها مدينة الحلة وهي أقرب المدن من ناحية الغرب لواسط ويحدها من الشرق مدينة مهران التابعة لإيران.
تقع الكوت على نهر دجلة وتتفرع منها أنهار: الدجيلي، والغراف، وشط الشطرة، وشط البدعة، وغيرها، وهي منطقة سهلية يعد مناخها انتقاليا بين مناخ البحر الأبيض المتوسط والمناخ الصحراوي الحار والجاف، أمطارها قليلة وحرارتها عالية، وتبدأ الحرارة فيها بالارتفاع اعتباراً من مارس، وتبلغ ذروتها في يوليو وأغسطس.
تتبع محافظة واسط عدة أقضية ونواح تفصل بينها وبين المحافظات التالية:
- محافظة بغـداد منها: النعمانية، العزيزيه، الصويرة, الزبيدية
- محافظة ذي قار منها: الموفقية، الحي. والبشائر
- محافظة ميسـان منها: شيخ سعد.
- محافظة بابــل منها: الأحرار، الشحيميه، النعمانية.
- محافظة ديــالى منها: بدره، العزيزية.

وقد استعصم أهالي الكوت على الإنجليز عام 1915 إذ حاصروها لخمسة أشهر (حصار الكوت) ثم انسحبوا منهزمين.

## التسمية
سميت واسط بهذا الاسم نسبة إلى مدينة واسط التاريخية التي بناها الحجاج بن يوسف الثقفي وقد اختلف المؤرخون في تاريخ بناء مدينة واسط، لكن معظم إشاراتهم تحصر تاريخ البناء بين سنة 57 ـــ 86 للهجرة، 694 ـــ 705 م. ولكن على الأرجح حسبما تشير المصادر التاريخية فإن الحجاج بدأ ببناء مدينته في سنة 81 هجري ــ 700 م، وقيل أن سبب تسمية مدينة واسط بهذا الاسم يعود إلى أن الموقع الذي اختاره الحجاج لبناء مدينته كان يسمى واسط القصب. وقيل أن أرضها كانت أرض قصب، لذلك سُميت واسط القصب وقيل أيضا سُميت واسط لأن موقعها يتوسط بين الكوفة والبصرة.

## المساحة
تبلغ مساحة محافظة واسط ( 17153 ) كيلو متر مربع وتشكل نسبة 4% من مساحة العراق ( البالغة 441000 ) كيلو متر مربع.

## الزراعة
تشتهر محافظة واسط بإنتاج المواد الغذائية وبشكل خاص الحبوب مثل الحنطة والشعير والسمسم والتمور وغيرها وكذلك تمتاز بثروة سمكية غنية.

## المحافظات المجاورة
- محافظة ميسان
- محافظة ذي قار
- محافظة القادسية
- محافظة بابل
- محافظة بغداد
- محافظة ديالى

## التقسيم الإداري

| القضاء         | المركز    | النواحي                        |
| -------------- | --------- | ------------------------------ |
| قضاء الكوت     | الكوت     | ناحية الشيخ سعد، ناحية واسط    |
| قضاء الصويرة   | الصويرة   | ناحية الزبيدية، ناحية الشحيمية |
| قضاء العزيزية  | العزيزية  | ناحية تاج الدين، ناحية الدبوني |
| قضاء النعمانية | النعمانية | ناحية الأحرار                  |
| قضاء بدرة      | بدرة      | ناحية زرباطية، ناحية جصان      |
| قضاء الحي      | الحي      | ناحية الموفقية، ناحية البشائر  |

## المساجد والجوامع في واسط
تحتوي محافظة واسط على عدد من المساجد الأثرية والتاريخية التي بنيت في عهد الدولة العثمانية ومنها:
- ضريح سعيد بن جبير
- جامع الكوت الكبير
- جامع النعمانية الكبير
- جامع الحي الكبير
- جامع الزهراء الكبير
- جامع السعدون
- جامع النافع
- جامع النعمان بن بشير
- جامع المحرجة
- جامع البدري
- جامع عبد الله بن رواحة
- جامع القائد
- جامع الهورة
- جامع العزة
- جامع حبيب بن مظاهر
- جامع الامام علي (عليه السلام)
- جامع العزيزية الكبير

## سكان محافظة واسط

### إحصاء عام 1920م
يذكر إحصاء أجرته السلطات قبل إبريل/نيسان عام 1920م أن مجموع سكان لواء الكوت (محافظة واسط حالياً) كان 107 ألف و 798 نسمة. وقد توزع السكان وفقاً للمجموعات الدينية التالية:

| الفئة          | مسلمون      | مسلمون كورد | يهود     | مسيحيون  | ديانات آخرى | المجموع      |
| -------------- | ----------- | ----------- | -------- | -------- | ----------- | ------------ |
| العدد          | 98,712 نسمة | 8,578 نسمة  | 381 نسمة | 127 نسمة | غير محدد    | 107,798 نسمة |
| النسبة المئوية | 91.5%       | 8%          | 0.4%     | 0.1%     | غير محدد    | 100%         |
|                |             |             |          |          |             |              |

قُدر عدد سكان محافظة واسط لعام 2006 حسب نتائج الإحصائيات السكانية بـِ 1,032,838 نسمة. يشكل الذكور نسبة قدرها 50.2% من مجموع السكان في المحافظة، وبنسبة جنس قدرها 101 ذكر لكل 100 أنثى. بلغ سكان الحضر 539692 نسمة، قدرها 52.4% من مجموع السكان.

### الأقضية والنواحي
- الحي ويرتبط بها كل من ناحيتي الموفقية والبشائر .
- العزيزية ويرتبط بها كل من ناحيتي الحفرية والدبوني .
- الكوت عاصمة محافظة واسط، يبلغ عدد سكانها 374 ألف نسمة ويرتبط بها كل من ناحيتي الشيخ سعد وواسط .
- الصويرة مدينة تقع في محافظة واسط، يبلغ عدد سكانها 161 ألف نسمة ويرتبط بها كل من ناحيتي الزبيدية والشحمية.
- بدرة ويرتبط بها كل من ناحيتي جصان وزرباطية.
- النعمانية ويرتبط بها ناحية الأحرار.